# Kyle (Texas)
Kyle es una ciudad situada en el condado de Hays, Texas, Estados Unidos. Tiene una población estimada, a mediados de 2022, de 57 470 habitantes.
Es parte del área metropolitana de Austin. 

## Geografía
La ciudad está ubicada en las coordenadas 29°59′39″N 97°53′00″O / 29.99417, -97.88333 (29.994118, -97.883322). Según la Oficina del Censo, tiene una superficie total de 84.60 km², de los cuales 84.05 km² corresponden a tierra firme y 0.55 km² están cubiertos de agua.

## Demografía
Según el censo de 2020, en ese momento la ciudad tenía una población de 45 697 habitantes. La densidad de población era de 540 hab./km².
| Raza                   | Núm.   | Porc.   |
| ---------------------- | ------ | ------- |
| Blancos                | 24 425 | 53.45%  |
| Afroamericanos         | 2471   | 5.41%   |
| Amerindios             | 450    | 0.98%   |
| Asiáticos              | 809    | 1.77%   |
| Isleños del Pacífico   | 40     | 0.09%   |
| De otras razas         | 6818   | 14.92%  |
| De una mezcla de razas | 10 684 | 23.38%  |
| Total                  | 45 697 | 100.00% |

Del total de la población, el 48.93% eran hispanos o latinos de cualquier raza.